# Recettear ~Item-ya-san no Hajime Kata~
Recettear ~Item-ya-san no Hajime Kata~ (ルセッティア 〜アイテム屋さんのはじめ方〜) là một trò chơi điện tử thể loại hành động nhập vai do nhóm làm dōjin soft EasyGameStation thực hiện cho hệ điều hành Microsoft Windows. Trò chơi được chính thức phát hành vào tháng 12 năm 2007 tại sự kiện Comiket lần thứ 73, sau đó một hàng chuyên phát hành trò chơi thể loại indie là Carpe Fulgur đã thực hiện chuyển thể phiên bản tiếng Anh để phát hành tại thị trường Bắc Mỹ và châu Âu vào ngày 10 tháng 9 năm 2010. Trò chơi chỉ được phân phối dưới dạng tải xuống thông qua các kênh phân phối trực tuyến là Steam, GamersGate và Impulse. Đây cũng là trò chơi đầu tiên của Nhật Bản phân phối qua kênh Steam.
Trò lấy cốt truyện xoay quanh một cô gái trẻ Recette người đã cùng một nàng tiên nhỏ tên Tear mở một cửa hàng buôn bán để kiếm tiền trả nợ cho cha của cô người đã mắc một món nợ khá lớn để mua các trang bị cần thiết trước khi biến mất một cách bí ẩn khi đang chạy theo giấc mơ của mình là trở thành một anh hùng. Mặc dù trò chơi có chủ đề là mô phỏng giao thương với việc cố kiếm đủ tiền để trả nợ trước khi hết thời hạn thì nó cũng có thể loại hành động nhập vai lồng bên trong qua việc Recette có thể thuê các anh hùng cùng cô khám phá các tầng của ngục tối, chống lại quái vật để thu lượm hàng hóa mang về bán cũng như mở ra cốt truyện phiêu lưu song song với việc mua bán.
Mặc dù Carpe Fulgur chỉ dự trù cho 10.000 bản sẽ được bán tại thị trường phương Tây nhưng trò chơi lại nhận được nhiều đánh giá tích cực và được giới thiệu theo kiểu truyền miệng cho nhau nên đã có khoảng 170.000 bản đã được tiêu thụ tính đến tháng 1 năm 2012.

## Phát triển
Recettear được nhóm dōjin maker là EasyGameStation phát triển và kế hoạch ban đầu là chỉ phát hành tại Nhật Bản. Tuy nhiên hãng Carpe Fulgur đã mang trò chơi này phát hành ra thị trường phương Tây, hai nhà sáng lập của hãng này là Andrew Dice và Robin Light-Williams, hai người đã gặp nhau trên diễn đàn Something Awful. Dice vốn đã thấy thích thú trong việc dịch các trò chơi của Nhật sang tiếng Anh như Ted Woolsey đã từng làm với một số trò chơi của Square (nay là Square Enix) đã làm trước đó. Sau khi đạt được thỏa thuận với một công ty phát hành tại California thì Dice đã liên lạc với Light-Williams và đề xuất ý tưởng thành lập một công ty riêng chuyên thực hiện việc nội địa hóa các tác phẩm. Dice đã thấy giá trị tiềm tàng của các trò chơi dōjin đang phát triển tại thị trường Nhật Bản, và quyết định sẽ mang chúng qua thị trường phương Tây với nhận xét là "Sẽ mang đến những trải nghiệm độc đáo ngoài những gì mà những người thích chơi trò chơi điện tử phương Tây từng trải qua".

## Đón nhận
Khi Recettear được đón nhận như một trò chơi dōjin bình thường tại Nhật Bản thì tại thì trường phương Tây việc phát hành trò chơi đã nhận được nhiều đánh giá tích cực và được coi là một điều bất ngờ. Tờ báo Metro của Anh đã nói rằng ý tưởng về việc mở và trông nom một cửa tiệm là một chủ đề "Chán nhất để làm" nhưng Recettear lại làm nó trở nên "Thú vị nhất để làm" với một lối chơi độc đáo và có chiều sâu mà nó sẽ không bộc lộ ra hết khi mới bắt đầu. Quintin Smith tại Eurogamer đánh giá việc quản lý cửa hàng trong trò chơi có khả năng cuốn hút rất cao giống như "Một canh bạc nhỏ nơi tập hợp các yếu tố sẽ khiến cho một ngày có thể trở nên đẹp nhất hoặc tệ nhất mà bạn từng trải qua" sẽ khiến người chơi luôn muốn thử thêm một lần nữa. Charles Onyett tại IGN nói rằng một khi người chơi đã biết được các thói quen của các nhân vật thì "Việc suy nghĩ sẽ giảm đi và mọi việc sẽ diễn ra giống như cái máy" tuy nhiên các biến động ngẫu nhiên trên thị trường mà các bản tin trong trò chơi thường thông báo cũng như những người đặt hàng luôn xuất hiện khiến cho việc mua bán vẫn giữ được sự thú vị.
Có nhiều đánh giá khác nhau trong việc thám hiểm các ngục tối. Smith thì khen yếu tố phiêu lưu này với nhận xét "Có sức hút hơn những trò chơi khác đã từng chơi" cũng như nói về việc diều khiển nhân vật khi thám hiểm và những cách tấn công độc đáo của từng sinh vật. Những người khác thì thấy việc thám hiểm hơi bị lập đi lập lại và tạo thêm một chút khó khăn bởi các ngục tối thường tự hình thành các bản đồ khác nhau một cách ngẫu nhiên. Onyett đánh giá "Việc chiến đấu có thể trở nên nhàm chán với việc lập đi lập lại" khi ở trong một bản đồ lớn, nhưng điều này lại hoàn toàn phù hợp với Recettear. Sam Marchello tại RPGamer thì thấy rằng cô thường bị bao vây bởi hàng đàn quái vật khi vừa mới vào ngục tối khiến cho nhân vật không kịp trở tay và nói rằng "Người chơi có thể phải nạp lại màn nhiều lần để có thể ở vào hoàn cảnh tốt hơn".
Việc phiên dịch của Carpe Fulgur cũng nhận được nhiều khen ngợi. Onyett nói việc phiên dịch "Được làm rất tốt" với "Giọng điệu sôi nổi và thường xuyên gây buồn cười" và kết lại là mọi yếu tố trong trò chơi đều tốt. Smith đã nói việc phiên dịch của Carpe Fulgur là "Hoàn hảo" đã giúp cho việc tạo ra một thế giới mà tại đó các nhân vật khiến cho người bán hàng muốn bán giảm giá cho họ dù doanh thu là chủ đề của trò chơi. Một bài đánh giá trên Metro đã viết "Việc phiên dịch thật tuyệt và nó có chất lượng gần tương đương với các trò chơi hay nhất như Disgaea hay Mario Story".
Tại liên hoan trò chơi điện tử Independent năm 2011 trò chơi đã nhận giải khuyến khích của hai danh hiệu là giải thưởng lớn Seumas McNally và thiết kế xuất sắc nhất.
Doanh thu của Recettear vượt xa ngoài mong đợi của Carpe Fulgur khi họ dự tính chỉ có thể bán được cùng lắm là 10.000 bản thì trò chơi đã bán được 26.000 bản trong tháng đầu phát hành và hơn 100.000 bản đã được bán trong năm 2010. Việc này đã giúp cho nhà sản xuất này có thể hy vọng nhiều hơn vào các trò chơi dōjin khác. theo Dice thì Recettear là một trong số ít các thương hiệu không nổi tiếng của Nhật Bản làm được điều này khi lần đầu xuất hiện trong 10 năm qua.